# Obotritia
Obotritia is een geslacht van uitgestorven kreeftachtigen uit de klasse van de Ostracoda (mosselkreeftjes).

## Soort
- Obotritia papulosa Mikhailova, 1991 †